# Międzyrzecze Łomżyńskie
Międzyrzecze Łomżyńskie (318.67) – mezoregion fizycznogeograficzny we wschodniej części Niziny Północnomazowieckiej pomiędzy rzekami Narew i Bug.
Na północnej granicy Międzyrzecza Łomżyńskiego, znajdują się dwa ponad 60-tysięczne miasta leżące nad samą Narwią – Łomża i Ostrołęka. W środkowej jego części znajduje się Zambrów i Ostrów Mazowiecka, na południu nad Bugiem Wyszków.
Południowa i wschodnia część zajęta jest przez Puszczę Białą i Czerwony Bór, w którym to znajduje się najwyższy punkt międzyrzecza osiągający 227 m n.p.m. Pozostałe tereny są głównie rolnicze.